# 랑엔펠트 (라인란트팔츠주)

랑엔펠트(Langenfeld)는 독일 라인란트팔츠주의 도시이다.